# Suze-la-Rousse
Suze-la-Rousse település Franciaországban, Drôme megyében. Lakosainak száma 2067 fő (2022. január 1.). Suze-la-Rousse La Baume-de-Transit, Bouchet, Rochegude, Saint-Restitut, Solérieux, Tulette, Bollène és Sainte-Cécile-les-Vignes községekkel határos.

## Népesség
A település népessége az elmúlt években az alábbi módon változott:
| Lakosok száma | 1212 | 1396 | 1422 | 1787 | 2023 | 2066 | 2104 | 2155 | 2126 | 2067 |
|               | 1968 | 1982 | 1990 | 2006 | 2013 | 2015 | 2017 | 2019 | 2020 | 2022 |